# Satz über die Ausbreitung der Singularitäten
Unter dem Satz über die Ausbreitung der Singularitäten (englisch propagation of singularities theorem), auch Satz von Duistermaat-Hörmander, versteht man ein mathematisches Resultat aus der mikrolokalen Analysis, welches die Wellenfrontmenge {\displaystyle WF(u)} der Distributionellen Lösung der partiellen (Pseudo-)Differentialgleichung
{\displaystyle Pu=f}
für einen Pseudodifferentialoperator {\displaystyle P} auf einer glatten Mannigfaltigkeit charakterisiert. Es sagt, dass die Ausbreitung der Singularitäten entlang des bicharakteristischen Flusses des Hauptsymboles von {\displaystyle P} folgt.
Das Theorem erschien 1972 in einem Werk über Fourier-Integraloperatoren von Johannes Jisse Duistermaat und Lars Hörmander und seither gibt es viele Verallgemeinerungen, welche unter dem Namen Ausbreitung der Singularitäten oder Propagation der Singularitäten geläufig sind.

## Grundbegriffe
Notation:
- {\displaystyle X} eine {\displaystyle C^{\infty }}-differenzierbare Mannigfaltigkeit und  {\displaystyle C_{0}^{\infty }(X)} ist der Raum der glatten Funktionen {\displaystyle u} mit einer kompakten Menge {\displaystyle K\subset X}, so dass {\displaystyle u\mid _{X\setminus K}=0}.
- {\displaystyle L_{\sigma ,\delta }^{m}(X)} ist die Klasse der Pseudodifferentialoperatoren vom Typ {\displaystyle (\sigma ,\delta )} mit Symbol {\displaystyle a(x,y,\theta )\in S_{\sigma ,\delta }^{m}(X\times X\times \mathbb {R} ^{n})}
- {\displaystyle S_{\sigma ,\delta }^{m}} ist die Symbolklasse.
- {\displaystyle L_{1}^{m}(X):=L_{1,0}^{m}(X)}
- {\displaystyle D'(X)=(C_{0}^{\infty }(X))^{*}} ist der Raum der Distributionen, der Dualraum von {\displaystyle C_{0}^{\infty }(X)}.

### Phasen-Funktion
Seien {\displaystyle X\in \mathbb {R} ^{n_{X}}} und {\displaystyle Y\in \mathbb {R} ^{n_{Y}}} offene Mengen. Eine Funktion {\displaystyle \phi (x,y,\theta ):(X\times Y\times \mathbb {R} ^{N})\to \mathbb {R} } nennt man reelle, positiv-homogene Funktion vom Grad {\displaystyle k\in \mathbb {R} } in {\displaystyle \theta }, falls {\displaystyle \phi (x,y,t\theta )=t^{k}\phi (x,y,\theta )} für jedes {\displaystyle x\in X,y\in Y,\theta \in \mathbb {R} ^{N}} und jedes {\displaystyle t>0.}
Falls {\displaystyle k=1} und zusätzlich {\displaystyle \phi \in C^{\infty }(X\times Y\times \mathbb {R} ^{N}\setminus \{0\})} (glatt, außer wenn {\displaystyle \theta =0}), dann nennt man {\displaystyle \phi } eine Phasen-Funktion.

### Fourier-Integraloperator
Sei {\displaystyle X,Y} wie oben und {\displaystyle \phi } eine Phasen-Funktion. Wir nennen den Operator
{\displaystyle Au(x)=\int \int e^{i\phi (x,y,\theta )}a(x,y,\theta )u(y)\mathrm {d} y\mathrm {d} \theta }
für {\displaystyle u\in C_{0}^{\infty }(Y)} und {\displaystyle x\in X} einen Fourier-Integraloperator (FIO) mit Phasenfunktion {\displaystyle \phi } und Symbol {\displaystyle a(x,y,\theta )\in S_{\sigma ,\delta }^{m}(X\times Y\times \mathbb {R} ^{N})} mit {\displaystyle \sigma >0,\delta <1}.

### Pseudodifferentialoperator
Ein Fourier-Integraloperator heißt Pseudodifferentialoperator vom Typ {\displaystyle (\sigma ,\delta )}, falls {\displaystyle n_{X}=n_{y}=N:=n} mit Phasenfunktion {\displaystyle \phi (x,y,\theta )=\langle x-y,\theta \rangle \in X\times X\times \mathbb {R} ^{n}} und einem Symbol {\displaystyle a\in S_{\sigma ,\delta }^{m}(X\times X\times \mathbb {R} ^{n})} ist. Mit {\displaystyle p_{m}(x,\xi )} notieren wir sein
Hauptsymbol.

### Hamiltonsches System des Hauptsymbol
Sei {\displaystyle p_{m}(x(t),\xi (t))} die Hamilton-Funktion, dann ist das hamiltonsche System auf {\displaystyle T^{*}X} gegeben durch
{\displaystyle {\begin{cases}{\dot {\xi }}(t)=-\nabla _{x}p_{m}(x(t),\xi (t))\\{\dot {x}}(t)=\nabla _{\xi }p_{m}(x(t),\xi (t)).\end{cases}}}
Eine Lösungs-Kurve des Systems nennt man Bicharakteristik von {\displaystyle p_{m}} und den Fluss des hamiltonschen Vektorfeldes nennt man bicharakteristischer Fluss. Die Kurven mit {\displaystyle p_{m}(x(t),\xi (t))=0} nennt man Null-Bicharakteristik und die Menge bezeichnen wir mit
{\displaystyle \operatorname {char} p_{m}:=\{(x,\xi )\in T^{*}(X)\setminus \{0\}:p_{m}(x(t),\xi (t))=0\}.}

## Theorem
Sei {\displaystyle P} ein eigentlich getragener Pseudodifferentialoperator der Klasse {\displaystyle L_{1}^{m}(X)} mit reellem Hauptsymbol {\displaystyle p_{m}(x,\xi )}, welches homogen und vom Grad {\displaystyle m} in {\displaystyle \xi } ist. Sei {\displaystyle u\in D'(X)} eine Distribution, die die Gleichung {\displaystyle Pu=f} löst, dann folgt
{\displaystyle WF(u)\setminus WF(f)\subset \operatorname {char} p_{m}}.
Des Weiteren ist {\displaystyle WF(u)\setminus WF(f)} invariant unter dem durch {\displaystyle p_{m}} induzierten hamiltonischen Fluss.